# Borki (gmina Świętajno)
Borki (niem. Borken) – wieś w Polsce położona w województwie warmińsko-mazurskim, w powiecie oleckim, w gminie Świętajno, w pobliżu zachodniego brzegu Jeziora Łaźno.
W latach 1975–1998 miejscowość należała administracyjnie do województwa suwalskiego.
Wieś lokowana na prawie chełmińskim po 1700 w ramach osadnictwa szkatułowego. Jednoklasowa szkoła w Borkach powstała w 1743. W 1935 w szkole uczyło się 55 dzieci. W tym czasie we wsi była ajencja pocztowa, siedziba urzędu stanu cywilnego oraz parafia w Cichach. W 1939 we wsi było 319 mieszkańców.